# Thấu kính Fresnel

Thấu kính Fresnel (1) so với một thấu kính hội tụ thông thường (2).

Thấu kính Fresnel là một loại thấu kính có bề mặt ghép lại từ các phần của mặt cầu, làm giảm độ dày của thấu kính và do đó giảm trọng lượng, và độ tiêu hao ánh sáng do sự hấp thụ của thủy tinh làm kính. Thấu kính này do Augustin-Jean Fresnel chế tạo, với ứng dụng ban đầu dành cho hải đăng.

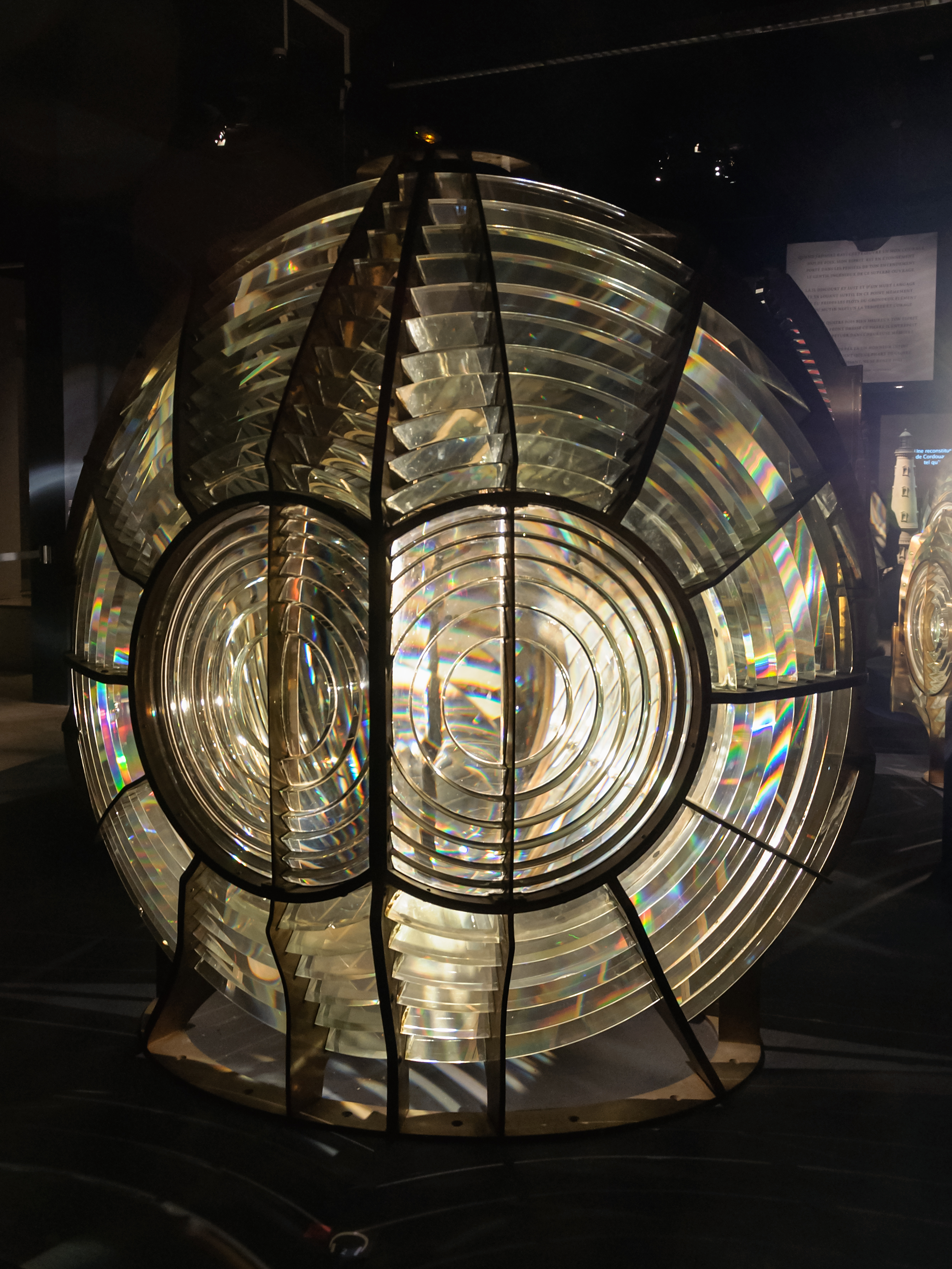
Thấu kính Fresnel (Musée national de la Marine, Paris, Pháp))